# Uzi Narkis
Uzi Narkis (Jerusalén, 6 de enero de 1925-Jerusalén, 17 de diciembre de 1997), fue un general israelí, quién sirvió como comandante de las Fuerzas de Defensa de Israel en la región central durante la guerra de los Seis Días.

## Biografía

### Juventud
Fue el menor de los hijos de una familia de judíos polacos que realizaron su Aliá durante el mandato británico de Palestina poco tiempo después de la I Guerra Mundial. Conoció varios cambios de residencia, hasta que se instalaron en Nahalat Ahim, un barrio de judíos yemeníes. Los primeros recuerdos de su existencia fueron el tener que esconderse, a la edad de 4 años, en los sótanos durante los motines árabes de 1929. Narkiss asistió a la preparatoria en la Escuela Hebrea Rehaviah. Se incorporó a la Haganá a los 13 años, desempeñándose como mensajero.

### Palmaj
En 1941 se incorporó al Palmaj. Durante cinco años sirvió en misiones por todo Israel, desde el kibutz Negba, en el sur, hasta Kfar Giladi, en el norte de Israel. En 1946, en los días del Movimiento de Resistencia Judía, fue enviado al kibutz Ramat Rajel, donde participó en operaciones de sabotaje contra los británicos, encabezando un grupo de trabajo cargando bolsas de potasa en un tren con destino a Haifa. Aunque el verdadero motivo de su traslado fue hacer explotar las vías del tren. Fue uno de los tres actos de sabotaje contra los británicos en los que estuvo involucrado durante ese período. Otra de las acciones fue un fallido intento de desviar la atención, para permitir desembarcar el barco de la Mossad le’Aliyah Bet, “Orde Wingate”. El tercero fue la destrucción del puente Allenby en junio de 1946, durante la Noche de los puentes, cuando se destruyeron once puentes en una noche. Narkiss estuvo a cargo del equipo de explosivos de 35 miembros y el esfuerzo de estas acciones dieron el resultado planeado.
Inicia sus estudios de filosofía y árabe en Universidad Hebrea de Jerusalén, pero por causa de los acontecimientos de 1947, fue reclamado para el servicio por Yigal Allon, quien lo nombró comandante de la zona del mar Muerto y Gush Etzion.
Con el estallido de la Guerra de Liberación, comandó el 4.º Batallón del Palmaj en Kiryat Anavim, luego en la carretera de Jerusalén y dentro de la propia ciudad. Durante Pesaj de 1948, la Hagana ordenó al Palmaj lanzar un asalto a Katamon, en Jerusalén, donde se libró la batalla de San Simón, en el Monasterio de San Simón que había sido capturado por las fuerzas árabes, que incluía un gran número de iraquíes. Cuando la Legión Árabe se enteró de que Narkis había invadido la ciudad vieja, se dio cuenta de que sus tropas no estaban a la altura de las fuerzas judías, y ordenó la retirada inmediata. Los ataques de Narkis sembraron el terror entre las fuerzas árabes, que cedieron ante la presión judía.

### Guerra de Independencia de Israel
Tras la marcha definitiva de Gran Bretaña y la Declaración de independencia de Israel, Narkis recibió orden de atacar Monte Sion y continuar para liberar el Barrio Judío en la Ciudad Vieja de Jerusalén y ayudar a la población sitiada. Él y su unidad pudieron romper el cerco y atravesaron la Puerta de Sion en la Ciudad Vieja, permitiendo así el suministro de víveres a la población sitiada, así como la evacuación de heridos. Con el retraso de los refuerzos militares, Narkiss ordenó el retiro de sus fuerzas de la Ciudad Vieja. Momentos después, la ciudad cayó en manos de la Legión Árabe. La invasión de la Legión Árabe, inmensamente superior en hombres y armamento pesado, impidió que las tropas israelíes conquistaran definitivamente Jerusalén. 
Tras la primera tregua de la ONU en junio de 1948, que permitió a los israelíes conseguir armamento y equipararse a sus enemigos en potencia de fuego, el 9 de julio el Tsáhal pasó a la ofensiva y destrozó a sus oponentes. En plena desbandada árabe, un último intento de conquistar la Ciudad Vieja fue abortado por la tregua solicitada por los desconcertados gobiernos árabes, decretada por la ONU y aceptada por Israel el 19 de julio de 1948.

### Tras la Guerra de la Independencia
Narkis pasó varios años en Francia durante los primeros años del flamante Estado de Israel, apoyado para estudiar en la École militaire (Academia Militar Francesa) y luego en la condición de agregado militar israelí en Francia, habiendo sido galardonado con la Legión de Honor por el gobierno francés. Narkis volvió a Israel para continuar su carrera militar y en 1965 se convirtió en el primer director del Colegio de Seguridad Nacional de Israel.

### Guerra de los Seis Días
En junio de 1967 Narkis fue el jefe del Comando de la Región Central en la guerra de los Seis Días y estuvo al frente de las tropas que liberaron Jerusalén. Con siete brigadas bajo su mando, Narkis fue el responsable del combate contra cualquier posible ofensiva jordana. La captura de la Ciudad Vieja no era parte del plan. Unidades israelíes avanzaron con eficacia y tomaron posiciones estratégicas en el este de Jerusalén, donde un lugar clave fue un puesto militar jordano, donde se libró uno de los más feroces combates de la contienda, la batalla de Ammunition Hill, donde murieron 36 soldados israelíes y 71 soldados jordanos. Sin embargo, para consternación de Narkis, los políticos no autorizaron a recuperar la Ciudad Vieja. Ante un inminente alto el fuego, tras una reunión de emergencia de la ONU, Moshé Dayán dio la orden a Narkis de reunificar la ciudad, quien rápidamente aprovechó la oportunidad, antes que un alto el fuego se lo impida. Bajo su dirección la Ciudad Vieja fue recuperada y Jerusalén finalmente fue reunificada bajo control israelí. Desde el punto de vista de Narkis, esta liberación completó la campaña que había comenzado diecinueve años antes, y cuyo fallo anterior lo había obsesionado.
Narkis aparece en la histórica fotografía junto al ministro de Defensa de Israel Moshé Dayán, y el Comandante en Jefe de las FDI, Yitzhak Rabin, tomado en la ciudad vieja de Jerusalén poco después su reconquista de las fuerzas jordanas en la guerra de los Seis Días de 1967 penetrando en la Ciudad Vieja.

### Tras el retiro de las FDI
Considerando la conquista de la Ciudad Vieja de Jerusalén el final de un ciclo, Narkis se retiró del servicio activo en 1968 y se incorporó al trabajo en la Agencia Judía, como Jefe del Departamento de Aliá (Inmigración). 
Más tarde fue elegido miembro del Ejecutivo Sionista y designado Jefe del Departamento de Hasbará (Esclarecimiento). Desde 1992 hasta 1995 representó al Gobierno de Israel en Estados Unidos de América. Falleció en 1997 a los 72 años de edad.
Uzi Narkis fue el autor de dos libros relacionados con el tema de Jerusalén. En el segundo, «Soldado de Jerusalén», relata los combates en los que participó a partir de la guerra de la Independencia de Israel desde una perspectiva personal. También rodó una película-documental para TV, “Yitzhak Rabin: Warrior/Peacemaker”.

## Homenajes
El gobierno de Israel dio el nombre de Carretera Uzi Narkis a la carretera que une los barrios denominados Ha-Guivá Ha-Tzarfatit y Pisgat Zeev.